# Џон К. Калхун
Џон Колдвел Калхун (енгл. John Caldwell Calhoun; Абевил, 18. март 1782 — Вашингтон, 31. март 1850) је био водећи политичар и теоретичар политике из Јужне Каролине током прве половине 19. века.

## Каријера
Калхун је елоквентно говорио о свим питањима његовог времена, али је често мењао ставове. Калхун је започео своју политичку каријеру као националиста, модернизатор и борац за јаку националну владу и протекционизам. Након 1840. је променио ставове и залагао се за права савезних држава, ограничену владу, нулификацију (право држава да пониште савезне законе које сматрају неуставним) и слободну трговину. Остао је најбоље упамћен по својој жучној и оригиналној одбрани робовласништва као нечег позитивног, по увођењу теорије права мањина у демократији, и по усмеравању Југа у правцу сецесије.
Калхун је био привржен принципу слободе (мада не за робове) и противник корупције. Изградио је себи репутацију као теоретичар политике тако што је редефинисао републиканизам тако да укључује одобравање робовласништва и права мањина – у контексту јужњачке беле мањине. Како би заштитио права мањине од владавине већине, залагао се за „конкурентну већину“, по којој би мањина понекад могла да блокира проблематичне предлоге. Калхунова одбрана робовласништва више није од значаја, али његов концепт конкурентне већине, где мањина има право да се успротиви, или чак да постави вето на непријатељске законе који су усмерени против ње је инкорпориран у амерички систем вредности. Калхун је тврдио да су јужњачки белци, бројчано надјачани у Сједињеним Државама гласачима насељенијих северњачких држава једна таква „мањина“ која заслужује посебну законску заштиту.
Калхун је био на многим значајним политичким позицијама: служио је у Представничком дому, Сенату, и био је потпредседник, као и секретар рата и државни секретар. Обично је подржавао Демократску странку, али је кокетирао и са Виговцима, и разматрао је да се кандидује за председника на изборима 1824. и 1844. Као „ратни јастреб“ је у Конгресу агитовао за Рат 1812. против Британаца. Као ратни секретар за време председника Џејмса Монроа је реорганизовао и модернизовао Министарство рата.
Калхун је умро 11 година пре почетка Грађанског рата у Сједињеним Државама, али је представљао инспирацију сецесионистима. Његова реторичка одбрана робовласништва је делом одговорна за ескалирање јужњачких претња сецесионизмом услед јачајућег аболиционистичког става на Северу.
Калхун је био део „Великог тријумвирата“ или „Бесмртног трија“ конгресних вођа, заједно са колегама Данијелом Вебстером и Хенријем Клејом. Године 1957, сенатски комитет је изабрао Калхуна за једног од пет највећих сенатора у историји Сједињених Држава, заједно са Хенријем Клејем, Данијелом Вебстером, Робертом Ла Фолетом, и Робертом Тафтом.